# Ano dos cinco imperadores
Na história romana, o ano dos cinco imperadores refere-se a 193, no qual houve cinco homens que reivindicaram o título de imperador romano.
O ano 193 começou com o assassinato de Cómodo na véspera de Ano Novo, no dia 31 de dezembro de 192 e com a proclamação do prefeito urbano de Roma Pertinax como imperador no Dia de Ano Novo, no dia 1 de janeiro de 193. Pertinax foi assassinado pela guarda pretoriana no dia 28 de março de 193.
Mais tarde nesse dia, Dídio Juliano ganhou um leilão pelo título de imperador, vencendo Tito Flávio Cláudio Sulpiciano (sogro de Pertinax, e novo prefeito da cidade). Dídio Juliano tornou-se célebre por ter chegado ao poder através de oferta de dinheiro aos soldados, num evento conhecido como "O Leilão do Império". Flávio Sulpiciano ofereceu 20 000 sestércios a cada soldado para comprar a lealdade deles (oito vezes o salário anual deles; a mesma quantia oferecida por Marco Aurélio em 161). Contudo, Dídio Juliano ofereceu-lhes 25 000 sestércios, e foi proclamado imperador pelo Senado no dia 28 de março.

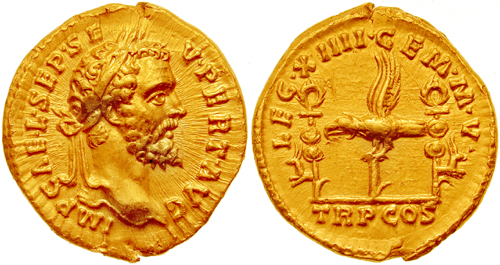
Áureo de Septímio Severo, cunhado para celebrar a lealdade da legião XIIII Gemina Martia Victrix, que o elegeu imperador.

Contudo, outros três romanos desafiaram-no pelo trono: Pescénio Níger na Síria, Clódio Albino na Britânia, e Septímio Severo na Panónia. Septímio Severo marchou para Roma para derrubar Dídio Juliano e decapitou-o no dia 1 de junho de 193, depois demitiu a guarda pretoriana e executou os soldados que tinham assassinado Pertinax. Consolidando o seu poder, Septímio Severo batalhou contra Pescénio Níger em Cízico e Niceia em 193, e depois derrotou-o definitivamente em Isso em 194. No início, Clódio Albino apoiava Septímio Severo, acreditando que ele suceder-lhe-ia. Quando percebeu que Severo tinha outras intenções, Albino declarou-se a si próprio imperador em 195, mas foi derrotado na Batalha de Lugduno no dia 19 de fevereiro de 197.